# Pisogne
Pisogne är en ort och kommun i provinsen Brescia i regionen Lombardiet i Italien. Kommunen hade 7 963 invånare (2018). Den ligger vid Iseosjön.